# 매켄지 브라운
매켄지 이 브라운(영어: Mackenzie Yee Brown, 1995년 3월 14일~)은 미국의 양궁 선수이다. 미국 리커브 양궁 국가대표 선수로 활동하고 있으며 2016년과 2020년 하계 올림픽에 참가했다.